# Хо (коммуна)
Хо (норв. Hå) — коммуна в губернии Ругаланн в Норвегии. Административный центр коммуны — город Вархёуг. Официальный язык коммуны — нейтральный. Население коммуны на 2016 год составляло 18 591 человек. Площадь коммуны Хо — 258,7 км², код-идентификатор — 1119.

## История населения коммуны
Население коммуны за последние 60 лет.

Статистика коммуны Хо